# Čitralski jezici
Čitralski jezici (Chitrali), malena podskupina dardskih jezika koji se govore na području Chitrala i Gilgita u Pakistanu i susjednim područjima Indije. Njima govori oko 228.000 ljudi, od čega 223.000 otpada na jezik khowar [khw] i svega 5,000 na kalasha [kls].
Pripadnici etničkih grupa poznati su kao Kho koji govore khowari jezikom, i Kalash, koji se služe jezikom kalasha. Čitralski ili khowarski najvažniji je jezikm Chitrala.

## Vanjske poveznice
- Ethnologue (14th)
- Ethnologue (15th)